# Chilatherina lorentzii
Chilatherina lorentzii är en fiskart som först beskrevs av Weber, 1907.  Chilatherina lorentzii ingår i släktet Chilatherina och familjen Melanotaeniidae. Inga underarter finns listade i Catalogue of Life.